# Philippe Morenvillier
Philippe Morenvillier, né le 6 décembre 1965 à Nancy (Meurthe-et-Moselle), est un homme politique français.
Membre de l’UMP puis de LR, il est maire de Velaine-en-Haye de 2008 à 2016 et député de la cinquième circonscription de Meurthe-et-Moselle de 2008 à 2012, en tant que suppléant de Nadine Morano.
Après avoir été brièvement membre de Debout la France, il se présente sur les listes du Rassemblement national aux élections régionales de 2021.

## Biographie
Philippe Morenvillier naît le 6 décembre 1965 à Nancy.
À la tête d'un groupe spécialisé dans l’informatique, les télécommunications et l'immobilier, colonel de la réserve citoyenne de l'armée de l'air, il est titulaire de la médaille de bronze de la Défense nationale[réf. nécessaire].
Conseiller municipal de Velaine-en-Haye (Meurthe-et-Moselle) à partir de 1995, il en est élu maire en 2008. Aux élections municipales de 2014, sa liste l’emporte au premier tour, ce qui lui permet d’obtenir un second mandat. Il démissionne en 2016 et se voit nommé maire honoraire de la commune.
En avril 2008, il devient député de la 5e circonscription de Meurthe-et-Moselle après la nomination  au gouvernement Fillon de Nadine Morano, dont il est le suppléant. Il siège à l’Assemblée nationale quasiment jusqu’à la fin de la législature, en juin 2012, Nadine Morano retrouvant son mandat parlementaire pendant quelques jours en raison de la cessation de ses fonctions ministérielles.
Investi par Les Républicains (ex-UMP) et soutenu par l’UDI aux élections législatives de 2017 dans la 5e circonscription de Meurthe-et-Moselle, dont il était le député, Philippe Morenvillier est éliminé au premier tour, arrivant en quatrième position avec 10,5 % des suffrages exprimés.
Il rejoint le parti Debout la France en avril 2019, expliquant son départ de LR par le refus de Nadine Morano de le soutenir lors des élections législatives de 2017 et par le fait que le parti serait devenu « un bateau ivre, quitté par les figures de proue »,. Aux élections européennes de 2019, il figure en 37e position sur la liste Debout la France, qui n’obtient aucun élu. Il intègre en parallèle le bureau national de DLF et devient délégué national aux petites et moyennes entreprises.
En novembre 2020 il est investi par la commission nationale de DLF pour être la tête de liste aux élections régionales de l’année suivante dans le Grand Est. Cependant, en décembre 2020, il quitte le parti et annonce qu’il rejoint L'Avenir français, un mouvement de soutien à la candidature de Marine Le Pen à l’élection présidentielle de 2022 ; il entre ainsi dans l'orbite du Rassemblement national, qui l'investit tête de liste aux régionales en Meurthe-et-Moselle.
|                                                    |                                                      |                           |                           |                          |                          |
|                                                    |                                                      | Premier tour 12 juin 2022 | Premier tour 12 juin 2022 | Second tour 19 juin 2022 | Second tour 19 juin 2022 |
|                                                    |                                                      |                           |                           |                          |                          |
|                                                    |                                                      | Nombre                    | % des inscrits            | Nombre                   | % des inscrits           |
| Inscrits                                           | Inscrits                                             | 78 445                    | 100,00                    | 78 482                   | 100,00                   |
| Abstentions                                        | Abstentions                                          | 40 492                    | 51,62                     | 42 325                   | 53,93                    |
| Votants                                            | Votants                                              | 37 953                    | 48,38                     | 36 157                   | 46,07                    |
|                                                    |                                                      |                           | % des votants             |                          | % des votants            |
| Bulletins blancs                                   | Bulletins blancs                                     | 501                       | 1,32                      | 1 239                    | 3,43                     |
| Bulletins nuls                                     | Bulletins nuls                                       | 168                       | 0,44                      | 409                      | 1,13                     |
| Suffrages exprimés                                 | Suffrages exprimés                                   | 37 284                    | 98,24                     | 34 509                   | 95,44                    |
|                                                    |                                                      |                           |                           |                          |                          |
| Candidat Étiquette politique (partis et alliances) | Candidat Étiquette politique (partis et alliances)   | Voix                      | % des exprimés            | Voix                     | % des exprimés           |
|                                                    |                                                      |                           |                           |                          |                          |
|                                                    | Dominique Potier* Divers gauche                      | 16 393                    | 43,97                     | 21 781                   | 63,12                    |
|                                                    | Philippe Morenvillier Rassemblement national         | 10 216                    | 27,40                     | 12 728                   | 36,88                    |
|                                                    | Marika Bret Ensemble !                               | 5 268                     | 14,13                     |                          |                          |
|                                                    | Yannick François Les Républicains                    | 1 735                     | 4,65                      |                          |                          |
|                                                    | Julie Ricard Reconquête !                            | 1 345                     | 3,61                      |                          |                          |
|                                                    | Elisabeth Schilder Parti animaliste                  | 902                       | 2,42                      |                          |                          |
|                                                    | Miriam Aubert Lutte ouvrière                         | 812                       | 2,18                      |                          |                          |
|                                                    | Corinne Paine Debout la France                       | 519                       | 1,39                      |                          |                          |
|                                                    | Sophia Fayad Union des démocrates musulmans français | 94                        | 0,25                      |                          |                          |
| * Député sortant                                   |                                                      |                           |                           |                          |                          |

## Détail des fonctions et des mandats

### À l’Assemblée nationale
- 20 avril 2008 – 16 juin 2012 : député de la 5e circonscription de Meurthe-et-Moselle

### Au niveau local
- à partir du 19 juin 1995 : conseiller municipal de Velaine-en-Haye
- 1er janvier 2003 – 16 mars 2008 : vice-président de la communauté de communes du Massif de Haye
- 14 mars 2008 – 25 septembre 2016 : maire de Velaine-en-Haye
- 10 avril 2014 – 25 septembre 2016 : vice-président de la communauté de communes de Hazelle en Haye
- à partir du 14 décembre 2016 : maire honoraire de Velaine-en-Haye